# Florin

Dấu hiệu florin (ƒ) là biểu tượng được sử dụng cho các loại tiền tệ có tên là florin, còn được gọi là guilder, trong tiếng Hà Lan gọi là gulden.
Ký hiệu "ƒ" là bản chữ thường của Ƒ của bảng chữ cái Latinh. Trong nhiều kiểu chữ serif, nó thường có thể được thay thế bằng một chữ cái in nghiêng nhỏ bình thường f (f).
Florin được sử dụng trong các loại tiền tệ hiện tại và lỗi thời (giữa các dấu ngoặc mã ISO 4217 của chúng):
Hiện hành
- Florin Aruba (AWG)
- Guilder Antille Hà Lan (ANG)

Lỗi thời
- Guilder Hà Lan (NLG; đến 2002)
- Guilder Surinam (SRG; cho đến năm 2004)
- Florin Italia  (cho đến năm 1533)